# Cidul
Le Cid este o tragedie scrisă de Pierre Corneille și publicată în anul 1636, care marchează un moment crucial în dezvoltarea teatrului francez.

## Prezentare
Legenda Cidului, constituită prin secolul al XII-lea, se referă la luptele spaniolilor cu maurii. Figura eroului medieval al Spaniei inspiră poemul „Cîntecul Cidului”, precum și alte poeme epice. Izvorul lui Corneille pentru „Cidul” l-a constituit piesa unui dramaturg spaniol. Cum „Cidul” apare in adevăratul stil tragic, Corneille rămîne, astfel, pictorul măreției și nobleței umane.
În această operă, autorul așază în centrul creației ființa umană. Tragedia clasică prezintă un alt tip de erou, care nu mai e victimă a zeilor sau a destinului. Eroii lui Corneille tind să se realizeze, sunt capabili să ia decizii, conducîndu-se de sentimentul cinstei, datoriei și al onoarei. Concepția raționalistă a iubirii în întregime determină faptele săvîrșite de Don Rodrigue și Ximena.
Rodrigue și Ximena sunt modele de eroism și de umanitate, amestec de trăiri, manifestate mai sensibil în personajul Ximenei, și în lupta neîncetată a voinței împotriva pasiunii. Sensul moral în această tragedie este că datoria și onoarea ocupă primul loc în viață. Corneille afirmă că „tragedia care pentru subiectul ei este o acțiune măreață, extraordinară, serioasă” și că „izvorul trebuie căutat în istorie sau legendă”. Această operă este de factură clasicistă, deoarece este prezentă regula celor trei unități, cu mici abateri: este o acțiune liniară, ce are loc în unitatea orașului, timp de 36 de ore. Echilibrul compoziției, armoniei, ordinea, claritatea, sobrietatea stilului, vocabularul ales definesc de asemenea clasicismul. Pentru personajul principal - Don Rodrigue - sentimentul onoarei este mai presus decît sentimentul iubirii, deci opera este de factură raționalistă.

## Personaje
- Don Fernand - regele Castiliei
- Dona Urraque - (adolescentă), fiica unui rege, îndrăgostită de Don Rodrigue
- Don Diegue - tatăl lui Don Rodrigue
- Don Gomes - tatăl Chimenei, generalul Castiliei
- Don Rodrigue
- Don Sanche - îndrăgostit de Chimene; luptă împotriva lui Rodrigue
- Chimene - fiica lui Don Gomes
- Don Arias
- Don Alonse
- Leonora - guvernanta Donei Urraque
- Elvira - guvernanta Chimenei